# Chthonerpeton noctinectes
Espèce
Statut de conservation UICN

 DD  : Données insuffisantes
Chthonerpeton noctinectes est une espèce de gymnophiones de la famille des Typhlonectidae.

## Répartition
Cette espèce est endémique de l'État de Bahia au Brésil. Elle se rencontre dans la municipalité de Conde et sur l'île Monte Cristo dans l'estuaire de la rivière Paraguaçu.

## Publication originale
- Silva, Britto-Pereira & Caramaschi, 2003 : A new species of Chthonerpeton (Amphibia: Gymnophiona: Typhlonectidae) from Bahia, Brazil. Zootaxa, no 381, p. 1-11.